# アンヘロ・ルセナ
- アンジェロ・ルセナ

アンヘロ・ヨニエル・ルセナ・ソテルド（Angelo Yonnier Lucena Soteldo , 2003年3月26日 - ）は、ベネズエラ・ポルトゥゲサ州グアナレ出身のプロサッカー選手。リーガFUTVEのポルトゥゲサFCに所属している。ポジションはMF。

## 来歴
地元のポルトゥゲサFCのユースチームから、2019年に15歳でトップチームに昇格。リーガFUTVE2019年シーズン開幕戦となった、1月27日のデポルティーボ・アンソアテギ戦で、いきなり先発で起用され、プロ初ゴールも記録。同年シーズンはプロ1年目ながらリーグ戦26試合に出場し、21試合で先発出場するなど、十代ながらチームの中心選手として活躍した。

## 代表経歴
プロ1年目の2019年に、U-16のベネズエラ代表に招集され、5月17日のU-16アメリカ戦に、後半10分から途中出場した。